# Neotrigonometopus albibasis
Neotrigonometopus albibasis är en tvåvingeart som först beskrevs av Malloch 1928.  Neotrigonometopus albibasis ingår i släktet Neotrigonometopus och familjen lövflugor. Inga underarter finns listade i Catalogue of Life.